# Europejska Nagroda Muzyczna MTV dla najlepszego duńskiego wykonawcy
Europejska Nagroda Muzyczna MTV dla najlepszego duńskiego wykonawcy – nagroda przyznawana przez redakcję MTV Dania podczas corocznego rozdania MTV Europe Music Awards. Nagrodę dla najlepszego duńskiego wykonawcy po raz pierwszy przyznano w 2005 roku. W latach 1998–2004 duńskcy artyści nominowani byli w kategorii dla najlepszego nordyckiego wykonawcy. O zwycięstwie decydują widzowie za pomocą głosowania internetowego i telefonicznego (smsowego).

## Laureaci oraz nominowani do nagrody MTV
| Rok  | Laureat           | Nominowani                                             |
| ---- | ----------------- | ------------------------------------------------------ |
| 2005 | Mew               | - Carpark North - Nephew - Nik & Jay - The Raveonettes |
| 2006 | Outlandish        | - Kashmir - L.O.C. - Nik & Jay - Spleen United         |
| 2007 | Nephew            | - Dúné - Suspekt - Trentemoller - Volbeat              |
| 2008 | Suspekt           | - Alphabeat - Infernal - L.O.C. - Volbeat              |
| 2009 | Medina            | - Dúné - Jooks - L.O.C. - Outlandish                   |
| 2010 | Rasmus Seebach    | - Alphabeat - Burhan G - Medina - Turboweekend         |
| 2011 | Medina            | - L.O.C. - Nik & Jay - Rasmus Seebach - Rune RK        |
| 2012 | Medina            | - Aura Dione - L.O.C. - Nik & Jay - Rasmus Seebach     |
| 2013 | Jimilian          | - Medina - Nik & Jay - Panamah - Shaka Loveless        |
| 2014 | Christopher       | - Medina - L.I.G.A - Burhan G - Sivas                  |
| 2015 | Lukas Graham      | - Ankerstjerne - Christopher - Djämes Braun - Topgunn  |
| 2016 | Benjamin Lasnier  | - Christopher - Gilli - Lukas Graham - MØ              |
| 2017 | Christopher       | - Kesi - Lukas Graham - Martin Jensen - MØ             |
| 2018 | Scarlett Pleasure | - Soleima - Skinz - Bro - Sivas                        |
| 2019 | Nicklas Sahl      | - Christopher - Gilli - Lukas Graham - MØ              |